# Katharina Fellendorf
Katharina Fellendorf (* 7. November 1884 in Hamburg; † 31. März 1944 in Berlin-Plötzensee) war eine deutsche Widerstandskämpferin und Opfer des Nationalsozialismus.

## Leben
Fellendorf entstammte einer Hamburger Arbeiterfamilie. Nach dem Besuch der Volksschule verdiente sie ihren Lebensunterhalt als Plätterin. Sie trat in die KPD ein und engagierte sich gegen den aufkommenden Nationalsozialismus. Ihr Sohn Wilhelm verließ Deutschland nach der Machtübertragung an die NSDAP und ging in die Sowjetunion. Katharina Fellendorf unterhielt Kontakt zur Widerstandsgruppe Bästlein-Jacob-Abshagen, unterstützte deren Aktionen gegen das NS-Regime und wird dem Kreis der Roten Kapelle zugerechnet. Als im Sommer 1942 ihr in der Sowjetunion zum Fallschirmspringer ausgebildeter Sohn Wilhelm über dem Reichsgebiet abgesetzt wurde, nahm sie ihn in ihrer Wohnung auf. Die Gestapo erhielt Kenntnis von diesem Vorgang und verhaftete sie am 15. Oktober 1942. Ihr Sohn Wilhelm wurde am 28. Oktober 1942 in der Hamburger Gestapohaft ermordet. Ein Gericht verurteilte Katharina wegen „Feindbegünstigung“ zum Tode. Die Hinrichtung erfolgte im Strafgefängnis von Berlin-Plötzensee.

## Ehrung
- Im damaligen Stadtteil Hamburg-Bergedorf, heute Hamburg-Neuallermöhe, wurde 1995 eine Straße zu ihrer Erinnerung „Catharina-Fellendorf-Straße“ benannt.[2]